# Spillover. L'evoluzione delle pandemie
Spillover. L'evoluzione delle pandemie è un saggio scritto nel 2012 dallo scrittore e divulgatore scientifico statunitense David Quammen.
Il saggio, scritto in forma narrativa, racconta tramite le esperienze personali dell'autore - che negli anni ha avuto l'opportunità di seguire sul campo e intervistare decine di patologi e virologi in tutto il mondo - l'evoluzione di alcuni dei maggiori patogeni che hanno interessato la specie umana in seguito ad un salto di specie (in inglese appunto, spillover), un processo naturale per cui un patogeno degli animali evolve e diventa in grado di infettare, riprodursi e trasmettersi all'interno della specie umana, in un processo detto zoonosi. Il libro di Quammen descrive appunto questi "salti" e "tentativi di salto" da parte di ceppi virali e batterici, analizzando allo stesso tempo quanto le attività umane contribuiscano a favorire questi "salti" e di come la scienza abbia affrontato e continui ad affrontare questo problema.

## Trama
Nei diversi capitoli del libro l'autore si sofferma nell'analisi di un determinato patogeno, partendo dalle vicissitudini della  sua scoperta e ai travagliati studi su di esso: il virus Hendra nel primo capitolo; il virus Ebola nel secondo; lo studio matematico delle epidemie contestualmente alla diffusione della malaria nel terzo; la SARS nel quarto; le zoonosi batteriche nel quinto capitolo (febbre Q, psittacosi e malattia di Lyme); lo studio della trasmissibilità virale da animale a uomo con lo studio dei casi dell'herpes B delle scimmie e degli hepadnavirus dai pipistrelli nel sesto e settimo capitolo; l'AIDS nell'ottavo capitolo e infine alcune considerazioni sull'evoluzione delle epidemie in relazione al contributo che le attività umane hanno nella diffusione delle zoonosi. 
Tra le attività umane l'autore ne individua alcune critiche che favoriscono in modo sempre più importante alla diffusione di epidemie, tra cui la deforestazione e la distruzione di habitat naturali che aumentano i contatti fra specie animali selvatiche e l'uomo, l'inquinamento, il sovra-popolamento di alcune zone che mette a contatto milioni di persone in spazi relativamente molto ristretti, la possibilità di spostamenti aerei sempre più rapidi ed economici che favoriscono la possibilità del diffondersi di malattie in luoghi distanti fra loro, e gli allevamenti intensivi che mettono a contatto miliardi di animali con il conseguente rischio di epidemie animali che possono trasmettersi all'uomo. Tutti questi fattori, dunque, in modi diversi favoriscono il diffondersi delle malattie e aumentano le possibilità di nuovi spillover futuri con patogeni ancora sconosciuti per la specie umana ma presenti in natura, che aspettano solo «l'occasione» giusta per «fare il salto» nell'uomo.
A termine l'autore propone una considerazione finale partendo dall'esempio di un'invasione estemporanea di bruchi defogliatori di una specie di bombice che come molte altre esplosioni demografiche ricorrenti di artropodi viene risolta da virus che decimano in breve tempo le esuberanti popolazioni, riportandole ad un equilibrio con gli habitat, con ciò si augura che le conoscenze sulle dinamiche dei virus vengano approfondite attraverso la recente branca dell'ecologia: l'ecologia dei virus.   
(David Quammen, pag. 535)

## Successo editoriale
In seguito alla pandemia di COVID-19 iniziata nei primi mesi del 2020, il libro di Quammen ha avuto un improvviso successo di vendite a quasi sei anni dalla sua pubblicazione, in quanto preannunciava la possibilità di una nuova e pericolosa pandemia proprio in relazione all'analisi dei dati che aveva raccolto durante i suoi studi. Nelle pagine finali del libro l'autore cita alcuni studi che indicavano proprio i coronavirus tra i più probabili virus che avrebbero potuto scatenare una futura pandemia tra la specie umana:
Il dito era puntato sugli orthomyxovirus (gruppo che comprende le influenze), sui retrovirus (tra cui gli HIV) e su altri ancora. «Il secondo criterio è la provata capacità di causare serie epidemie in popolazioni di animali non umani». Questo chiamava in causa ancora gli orthomyxovirus, ma anche i paramyxovirus, come Hendra e Nipah, e i coronavirus, come SARS-COV.»
(Spillover di David Quammen, p. 389)

## Edizioni
- David Quammen, Spillover. L'evoluzione delle pandemie, traduzione di Luigi Civalleri, 12ª ed., Milano, Adelphi, 2014  [2012], ISBN 9788845932045.